# Неяскин, Сергей Дмитриевич
Сергей Дмитриевич Неяскин (род. 14 октября 1959, Атюрьево, Мордовская АССР) — советский и российский деятель органов внутренних дел. Министр внутренних дел по Чувашской Республике с 12 апреля 2016 по 3 июля 2019. Генерал-майор полиции (2012).

## Биография
Родился 14 октября 1959 в селе Атюрьево Атюрьевского района Мордовской АССР. С 1977 по 1979 проходил срочную службу в рядах Советской армии.
В 1986 окончил Мордовский государственный университет имени Н. П. Огарёва. В 1994 окончил Нижегородскую высшую школу МВД России.
На службе в органах внутренних дел с 1980. Профессиональный путь начал в Мордовской Республике с должности участкового инспекции по делам несовершеннолетних, затем несколько лет работал в ОБХСС. Руководил Атюрьевским РОВД, затем в Саранске возглавлял Ленинский РОВД.
С 2004 по 2010 — первый заместитель министра внутренних дел по Республике Мордовия — начальник криминальной милиции. 
С 14 июня 2010 по 14 апреля 2011 — первый заместитель начальника Главного управления внутренних дел по Саратовской области — начальник криминальной милиции.
С 14 апреля 2011 по 12 апреля 2016 — заместитель начальника Главного управления МВД России по Саратовской области — начальник полиции.
Указом Президента Российской Федерации в 2012 году присвоено специальное звание «генерал-майор полиции».
С 12 апреля 2016 по 3 июля 2019 — министр внутренних дел по Чувашской Республике.
В мае 2019 Неяскин подал рапорт об отставке из-за скандала с участием его сына — заместителя министра юстиции Чувашии Дмитрия Неяскина. Освобождён от должности 3 июля 2019 года.

## Семья
Женат, имеет трёх сыновей. 
Старший сын, Евгений, окончил чебоксарский филиал юридического института МВД России; потом восемь лет работал следователем, затем судьей, а сейчас — заместитель председателя Зубово-Полянского районного суда. 
Второй сын, Сергей, окончил Мордовский госуниверситет, перевелся из МГУ имени Огарева на 2-й курс Саратовского института прокуратуры России; помощник прокурора Октябрьского района города Саранска.
Третий сын, Дмитрий, окончил Саратовскую академию права, работал на одном из заводов юристом, затем был назначен на должность заместителя министра юстиции Чувашии; в 2019 на тренировочной базе отряда спецназа Главного управления МВД по Чувашии «Гром» произошёл пожар; к инциденту причастен Дмитрий Неяскин.

## Убеждения
Сергей Неяскин выступал за возврат медвытрезвителей и лечебно-трудовых профилакториев. Утверждал: «С людьми надо заниматься, создавать условия для возврата к нормальной жизни, какими бы они ни были, это наши граждане. Я в ответе за каждого жителя Чувашии, плохой он или хороший, пьющий или трезвенник».

## Награды
- медаль «За заслуги в проведении Всероссийской переписи населения»;
- медаль «За заслуги в проведении Всероссийской сельскохозяйственной переписи 2006 года»;
- медаль «За боевое содружество» (МВД);
- медаль «За укрепление уголовно-исполнительной системы» II степени;
- медаль «За отличие в службе» (МВД) I степени;
- медали «За безупречную службу» II и III степеней;
- медаль «200 лет МВД России»;
- медаль «За заслуги в управленческой деятельности» III степени;
- медаль «За укрепление международного полицейского сотрудничества» (МВД);
- медаль «100 лет международному полицейскому сотрудничеству» (МВД);
- медаль «Доблесть и отвага» (СКП РФ);
- медаль ордена «За заслуги перед Чувашской Республикой» (июнь 2018) — за вклад в обеспечение законности и правопорядка[8];
- Заслуженный работник МВД Республики Мордовия[9];
- Заслуженный сотрудник органов внутренних дел Чувашской Республики (8 июля 2019) — за заслуги в обеспечении защиты прав и свобод граждан[10];
- памятная медаль «100-летие образования Чувашской автономной области» (2020);
- медаль МВД Кыргызской республики «Шериктеш» — «Содружество» (апрель 2015) — за вклад в укрепление плодотворного сотрудничества, активное взаимодействие с МВД Кыргызской республики в борьбе с преступностью[11].